# Mostovi okruga Madison (1995.)
Mostovi okruga Madison (eng. The Bridges of Madison County) je film Clinta Eastwooda iz 1995. snimljen prema istoimenom bestseleru Roberta Jamesa Wallera. U glavnim ulogama nastupili su Eastwood i Meryl Streep, koja je bila nominirana za Oscar za najbolju glumicu.

## Radnja
1965. Francesca (Meryl Streep) je usamljena Talijanka kućanica iz Iowe. Dok su njezin muž i djeca na sajmu u Illinoisu, ona upoznaje i zaljubljuje se u fotografa (Clint Eastwood) koji je došao u okrug Madison kako bi snimio foto-kampanju za National Geographic o mostovima iz okruga. Četiri dana koje provode zajedno su prekretnica u njenom životu, a ona svoja iskustva zapisuje i u dnevnik koji pronalaze njezina djeca nakon njene smrti. Na kraju dnevnika piše:
Nisam sigurna možeš li biti svoj sa mnom. Zar ne vidiš, toliko te volim da ne mogu zamisliti da te zadržim ni na trenutak. Učiniti to značilo bi ubiti ono divlje u tebi, veličanstvenu životinju koju ti predstavljaš... Osjećam odgovornost... Prema Richardu (njenom mužu), prema djeci. Sami moj odlazak, fizičko odsustvo, bilo bi preteško za Richarda. To bi ga moglo uništiti. Iznad svega, što je i najgore, morao bi proživjeti ostatak života sa šaputanjima ovdašnjih ljudi... djeca bi slušala smijuljenja cijelog života ovdje. Patili bi. I mrzili bi me zbog toga. Ne mogu živjeti s mišlju napuštanja svojih odgovornosti. Ako odem sada, te bi me misli pretvorile u nešto drugo od žene koja je došla voljeti te.

## Glumci
- Clint Eastwood - Robert Kincaid
- Meryl Streep - Francesca Johnson
- Annie Corley - Caroline Johnson
- Victor Slezak - Michael Johnson
- Jim Haynie - Richard Johnson
- Sarah Kathryn Schmitt - Mlada Carolyn
- Christopher Kroon - Mladi Michael
- Phyllis Lyons - Betty
- Debra Monk - Madge
- Richard Lage - Odvjetnik Peterson
- Michelle Benes - Lucy Redfield
- Alison Wiegert - Dijete #1
- Brandon Bobst - Dijete #2
- Pearl Faessler - Supruga
- R.E. 'Stick' Faessler - Muž

## Nagrade

### Pobjede
- Nagrade ASCAP:
  - Filmovi s najvećom zaradom
- Nagrada Plava vrpca (Japan):
  - Najbolji film na stranom jeziku
- Nagrade BMI: 
  - Nagrada BMI za filmsku glazbu (Lennie Niehaus)
- Nagrade Kinema Junpo (Japan):
  - Najbolji redatelj filma na stranom jeziku (Clint Eastwood)
- Mainichi Film Concours (Japan):
  - Najbolji film na stranom jeziku

### Nominacije
- Oscari:
  - Najbolja glumica (Meryl Streep)
- Američko društvo kinematografa:
  - Nagrada za postignuće u kino-objavljivanjima (Jack N. Green)
- Nagrade japanske Akademije (Japan): 
  - Najbolji strani film
- Nagrade César (Francuska): 
  - Najbolji strani film
- Zlatni globusi: 
  - Najbolja glumica u drami (Meryl Streep)
  - Najbolji film – drama
- Nagrade Ceha filmskih glumaca:
  - Najbolja glavna glumica (Meryl Streep)

## Vanjske poveznice
- Mostovi okruga Madison u internetskoj bazi filmova IMDb-a